# أرند شميت
أرند شميت (بالألمانية: Arnd Schmitt)‏ هو مبارز بالسيف ألماني، ولد في 13 يوليو 1965 في هايدنهايم في ألمانيا.

## وصلات خارجية
- أرند شميت على موقع الاتحاد الدولي للمبارزة (الإنجليزية)
- أرند شميت على موقع أوليمبيديا (الإنجليزية)